# Frank Jonke
Frank Jonke (Pickering, 30 gennaio 1985) è un ex calciatore canadese, di ruolo attaccante.

## Carriera

### Club
Ha giocato nella massima serie finlandese.

### Nazionale
Nel 2013 ha esordito in nazionale.

## Statistiche

### Cronologia presenze e reti in nazionale
| Cronologia completa delle presenze e delle reti in nazionale ― Canada | Cronologia completa delle presenze e delle reti in nazionale ― Canada | Cronologia completa delle presenze e delle reti in nazionale ― Canada | Cronologia completa delle presenze e delle reti in nazionale ― Canada | Cronologia completa delle presenze e delle reti in nazionale ― Canada | Cronologia completa delle presenze e delle reti in nazionale ― Canada | Cronologia completa delle presenze e delle reti in nazionale ― Canada | Cronologia completa delle presenze e delle reti in nazionale ― Canada |
| Data                                                                  | Città                                                                 | In casa                                                               | Risultato                                                             | Ospiti                                                                | Competizione                                                          | Reti                                                                  | Note                                                                  |
| --------------------------------------------------------------------- | --------------------------------------------------------------------- | --------------------------------------------------------------------- | --------------------------------------------------------------------- | --------------------------------------------------------------------- | --------------------------------------------------------------------- | --------------------------------------------------------------------- | --------------------------------------------------------------------- |
| 29-1-2013                                                             | Houston                                                               | Stati Uniti                                                           | 0 – 0                                                                 | Canada                                                                | Amichevole                                                            | -                                                                     | 81’                                                                   |
| Totale                                                                |                                                                       | Presenze                                                              | 1                                                                     |                                                                       | Reti                                                                  | 0                                                                     |                                                                       |